# Konrad Frey
Konrad Frey, född 24 april 1909 i Bad Kreuznach, Tyskland, död 24 maj 1974 i Bad Kreuznach, Tyskland, var en tysk gymnast.
Frey vann tre guldmedaljer, en silver- och två bronsmedaljer i Gymnastik vid olympiska sommarspelen 1936 i Berlin och var därmed sett till antalet medaljer spelens mest framgångsrika deltagare.